# ويليام أبلتون
ويليام أبلتون هو سياسي أمريكي، ولد في 16 نوفمبر 1786 في Brookfield, Massachusetts ‏ في الولايات المتحدة، وتوفي في 15 فبراير 1862 في بروكلين في الولايات المتحدة. نشط حزبياً في حزب اليمين. وقد انتخب عضو مجلس النواب الأمريكي ‏.